# Gran Premio della Malesia 2007
Il Gran Premio della Malesia 2007 è stata la seconda prova del Campionato mondiale di Formula 1 2007.
Svoltasi l'8 aprile 2007 sul Circuito di Sepang, ha visto la McLaren realizzare una doppietta con Fernando Alonso davanti a Lewis Hamilton. Il podio è stato completato dal ferrarista Kimi Räikkönen.

## Qualifiche
- 4° Pole position per Felipe Massa
- 188° Pole position per la Ferrari
- 113° Pole position per un pilota brasiliano
- 107° Pole position per la macchina con il numero 5

### Risultati
| Pos | Nº | Pilota               | Costruttore        | Q1       | Q2       | Q3       | Griglia |
| --- | -- | -------------------- | ------------------ | -------- | -------- | -------- | ------- |
| 1   | 5  | Felipe Massa         | Ferrari            | 1:35.340 | 1:34.454 | 1:35.043 | 1       |
| 2   | 1  | Fernando Alonso      | McLaren-Mercedes   | 1:34.942 | 1:34.057 | 1:35.310 | 2       |
| 3   | 6  | Kimi Räikkönen       | Ferrari            | 1:35.138 | 1:34.687 | 1:35.479 | 3       |
| 4   | 2  | Lewis Hamilton       | McLaren-Mercedes   | 1:35.028 | 1:34.650 | 1:36.045 | 4       |
| 5   | 9  | Nick Heidfeld        | BMW Sauber         | 1:35.617 | 1:35.203 | 1:36.543 | 5       |
| 6   | 16 | Nico Rosberg         | Williams-Toyota    | 1:35.755 | 1:35.380 | 1:36.829 | 6       |
| 7   | 10 | Robert Kubica        | BMW Sauber         | 1:35.294 | 1:34.739 | 1:36.839 | 7       |
| 8   | 12 | Jarno Trulli         | Toyota             | 1:35.666 | 1:35.255 | 1:36.902 | 8       |
| 9   | 11 | Ralf Schumacher      | Toyota             | 1:35.736 | 1:35.595 | 1:37.078 | 9       |
| 10  | 15 | Mark Webber          | Red Bull-Renault   | 1:35.727 | 1:35.579 | 1:37.345 | 10      |
| 11  | 4  | Heikki Kovalainen    | Renault            | 1:36.092 | 1:35.630 |          | 11      |
| 12  | 3  | Giancarlo Fisichella | Renault            | 1:35.879 | 1:35.706 |          | 12      |
| 13  | 14 | David Coulthard      | Red Bull-Renault   | 1:35.730 | 1:35.766 |          | 13      |
| 14  | 22 | Takuma Satō          | Super Aguri-Honda  | 1:36.430 | 1:35.945 |          | 14      |
| 15  | 7  | Jenson Button        | Honda              | 1:35.913 | 1:36.088 |          | 15      |
| 16  | 18 | Vitantonio Liuzzi    | Toro Rosso-Ferrari | 1:36.140 | 1:36.145 |          | 16      |
| 17  | 19 | Scott Speed          | Toro Rosso-Ferrari | 1:36.578 |          |          | 17      |
| 18  | 23 | Anthony Davidson     | Super Aguri-Honda  | 1:36.816 |          |          | 18      |
| 19  | 8  | Rubens Barrichello   | Honda              | 1:36.827 |          |          | 22      |
| 20  | 17 | Alexander Wurz       | Williams-Toyota    | 1:37.326 |          |          | 19      |
| 21  | 21 | Christijan Albers    | Spyker-Ferrari     | 1:38.279 |          |          | 20      |
| 22  | 20 | Adrian Sutil         | Spyker-Ferrari     | 1:38.415 |          |          | 21      |

## Gara
Dopo il dominio Ferrari a Melbourne, si attende un’accesa battaglia tra i due top team. Al via Alonso affianca Massa e riesce ad infilarlo alla prima curva; dietro Hamilton non scatta bene ma riesce, a sua volta, a farsi beffe di entrambi i ferraristi nei primi due cambi di direzione. Alle spalle dei quattro, sono le due BMW, Rosberg e Fisichella.
Alonso vola subito via mentre infuria la battaglia tra Hamilton e Massa. Il brasiliano attacca una prima volta nel corso del quarto giro, alla curva quattro, ma viene ripassato in uscita. Ci riprova nello stesso punto, due giri dopo, arriva ancora più lungo e deve andare nell’erba, scivolando al quinto posto. In pratica la gara finisce qui; nonostante le due Ferrari restino costantemente nella scia, rispettivamente, di Hamilton e Heidfeld, non riusciranno più a portare attacchi decisi. 
Massa apre la tornata di rifornimenti al giro 17, seguito da Alonso e Raikkonen un giro dopo. Hamilton è leader per due giri, lasciando poi la testa per altri due ad un Heidfeld molto veloce e consistente. Nel corso del secondo stint, Hamilton ha caricato meno benzina e il vantaggio di Alonso, scende da 15” a 8”, mentre Räikkönen è ad una ventina. Dopo il secondo rifornimento, i distacchi riassumono proporzioni corrette, con il finlandese che torna nella scia della McLaren dell’inglese negli ultimi giri. In zona punti entrano Jarno Trulli e, per la prima volta in carriera, Heikki Kovalainen, grazie al ritiro di Rosberg e ai problemi al controllo di trazione sofferti da Robert Kubica, sin da inizio gara.
Alonso vince per la prima volta in McLaren, confermando il suo status di campione del mondo, anche se deve guardarsi dalla inevitabile crescita di Hamilton, al secondo podio in due gare. Per la Ferrari una giornata nera, in cui sono sembrati i piloti a non sfruttare il potenziale della vettura.

### Risultati
| Pos | Nº | Pilota               | Costruttore        | Giri | Tempo/Ritiro            | Griglia | Punti |
| --- | -- | -------------------- | ------------------ | ---- | ----------------------- | ------- | ----- |
| 1   | 1  | Fernando Alonso      | McLaren-Mercedes   | 56   | 1:32:14.930             | 2       | 10    |
| 2   | 2  | Lewis Hamilton       | McLaren-Mercedes   | 56   | +17.557                 | 4       | 8     |
| 3   | 6  | Kimi Räikkönen       | Ferrari            | 56   | +18.339                 | 3       | 6     |
| 4   | 9  | Nick Heidfeld        | BMW Sauber         | 56   | +33.777                 | 5       | 5     |
| 5   | 5  | Felipe Massa         | Ferrari            | 56   | +36.705                 | 1       | 4     |
| 6   | 3  | Giancarlo Fisichella | Renault            | 56   | +1:05.638               | 12      | 3     |
| 7   | 12 | Jarno Trulli         | Toyota             | 56   | +1:10.132               | 8       | 2     |
| 8   | 4  | Heikki Kovalainen    | Renault            | 56   | +1:12.015               | 11      | 1     |
| 9   | 17 | Alexander Wurz       | Williams-Toyota    | 56   | +1:29.924               | 19      |       |
| 10  | 15 | Mark Webber          | Red Bull-Renault   | 56   | +1:33.556               | 10      |       |
| 11  | 8  | Rubens Barrichello   | Honda              | 55   | +1 giro                 | 22      |       |
| 12  | 7  | Jenson Button        | Honda              | 55   | +1 giro                 | 15      |       |
| 13  | 22 | Takuma Satō          | Super Aguri-Honda  | 55   | +1 giro                 | 14      |       |
| 14  | 19 | Scott Speed          | Toro Rosso-Ferrari | 55   | +1 giro                 | 17      |       |
| 15  | 11 | Ralf Schumacher      | Toyota             | 55   | +1 giro                 | 9       |       |
| 16  | 23 | Anthony Davidson     | Super Aguri-Honda  | 55   | +1 giro                 | 18      |       |
| 17  | 18 | Vitantonio Liuzzi    | Toro Rosso-Ferrari | 55   | +1 giro                 | 16      |       |
| 18  | 10 | Robert Kubica        | BMW Sauber         | 55   | +1 giro                 | 7       |       |
| Rit | 16 | Nico Rosberg         | Williams-Toyota    | 42   | Problemi idraulici      | 6       |       |
| Rit | 14 | David Coulthard      | Red Bull-Renault   | 36   | Freni                   | 13      |       |
| Rit | 21 | Christijan Albers    | Spyker-Ferrari     | 7    | Motore                  | 20      |       |
| Rit | 20 | Adrian Sutil         | Spyker-Ferrari     | 0    | Collisione con V.Liuzzi | 21      |       |

### Giro più veloce in gara
Lewis Hamilton -McLaren MP4-22 - 1'36.701
- Primo giro più veloce di Lewis Hamilton
- 130º Giro più veloce per la McLaren
- 182º Giro più veloce per un pilota britannico
- 74º Giro più veloce per la macchina con il numero 2

### Leader gara
- 1º-18º giro Fernando Alonso
- 19º- 20º giro Lewis Hamilton
- 21º giro Nick Heidfeld
- 22º-40º giro Fernando Alonso
- 41º giro Kimi Räikkönen
- 42º-56º giro Fernando Alonso

### Sabato – prove libere
| 1  | Lewis Hamilton McLaren 1:34.811       | 2  | Felipe Massa Ferrari 1:34.953         |
| 3  | Fernando Alonso McLaren 1:35.311      | 4  | Robert Kubica BMW 1:35.385            |
| 5  | Kimi Räikkönen Ferrari 1:35.498       | 6  | Nico Rosberg Williams 1:35.770        |
| 7  | Nick Heidfeld BMW 1:36.160            | 8  | Anthony Davidson Super Aguri 1:36.195 |
| 9  | Ralf Schumacher Toyota 1:36.245       | 10 | Mark Webber Red Bull 1:36.257         |
| 11 | David Coulthard Red Bull 1:36.273     | 12 | Vitantonio Liuzzi Toro Rosso 1:36.297 |
| 13 | Giancarlo Fisichella Renault 1:36.434 | 14 | Alexander Wurz Williams 1:36.473      |
| 15 | Scott Speed Toro Rosso 1:36.501       | 16 | Takuma Satō Super Aguri 1:36.545      |
| 17 | Jenson Button Honda 1:36.658          | 18 | Heikki Kovalainen Renault 1:36.876    |
| 19 | Rubens Barrichello Honda 1:36.972     | 20 | Jarno Trulli Toyota 1:37.473          |
| 21 | Adrian Sutil Spyker 1:38.018          | 22 | Christijan Albers Spyker 1:38.225     |

### Venerdi - prove libere
| *  | Prove libere 1                        | *  | Prove libere 2                        |
| -- | ------------------------------------- | -- | ------------------------------------- |
| 1  | Felipe Massa Ferrari 1:34.972         | 1  | Felipe Massa Ferrari 1:35.780         |
| 2  | Fernando Alonso McLaren 1:35.220      | 2  | Giancarlo Fisichella Renault 1:35.910 |
| 3  | Lewis Hamilton McLaren 1:35.712       | 3  | Heikki Kovalainen Renault 1:36.106    |
| 4  | Kimi Räikkönen Ferrari 1:35.779       | 4  | Kimi Räikkönen Ferrari 1:36.160       |
| 5  | Nico Rosberg Williams 1:36.308        | 5  | Nico Rosberg Williams 1:36.523        |
| 6  | Mark Webber Red Bull 1:36.522         | 6  | Alexander Wurz Williams 1:36.621      |
| 7  | Jarno Trulli Toyota 1:36.597          | 7  | Robert Kubica BMW 1:36.717            |
| 8  | Kazuki Nakajima Williams 1:36.885     | 8  | Ralf Schumacher Toyota 1:36.760       |
| 9  | Ralf Schumacher Toyota 1:37.052       | 9  | Lewis Hamilton McLaren 1:36.797       |
| 10 | Robert Kubica BMW 1:37.121            | 10 | Nick Heidfeld BMW 1:36.862            |
| 11 | David Coulthard Red Bull 1:37.484     | 11 | Mark Webber Red Bull 1:36.862         |
| 12 | Sebastian Vettel BMW 1:37.837         | 12 | Fernando Alonso McLaren 1:37.041      |
| 13 | Vitantonio Liuzzi Toro Rosso 1:37.882 | 13 | David Coulthard Red Bull 1:37.203     |
| 14 | Heikki Kovalainen Renault 1:38.143    | 14 | Takuma Satō Super Aguri 1:37.282      |
| 15 | Giancarlo Fisichella Renault 1:38.300 | 15 | Jenson Button Honda 1:37.578          |
| 16 | Adrian Sutil Spyker 1:38.720          | 16 | Jarno Trulli Toyota 1:37.712          |
| 17 | Takuma Satō Super Aguri 1:38.966      | 17 | Vitantonio Liuzzi Toro Rosso 1:37.855 |
| 18 | Scott Speed Toro Rosso 1:39.130       | 18 | Anthony Davidson Super Aguri 1:38.334 |
| 19 | Rubens Barrichello Honda 1:39.234     | 19 | Adrian Sutil Spyker 1:38.419          |
| 20 | Jenson Button Honda 1:39.331          | 20 | Scott Speed Toro Rosso 1:38.650       |
| 21 | Anthony Davidson Super Aguri 1:39.357 | 21 | Rubens Barrichello Honda 1:38.713     |
| 22 | Christijan Albers Spyker 1:40.074     | 22 | Christijan Albers Spyker 1:39.807     |

### Curiosità
- Lewis Hamilton per la prima volta ha percorso un giro più veloce in gara.
- Fernando Alonso ha superato la barriera dei 1.000 giri come Leader gara.
- Heikki Kovalainen ha conquistato il suo primo punto in Formula 1.

| Pole position      | Vittoria          | Fastest Lap            |
| Brasile (bandiera) | Spagna (bandiera) | Regno Unito (bandiera) |
| Felipe Massa       | Fernando Alonso   | Lewis Hamilton         |
| Ferrari F2007      | McLaren MP4-22    | McLaren MP4-22         |
| 1:35,043           | 1h32:14,930       | 1:36,701               |
| 209.956 km/h       | 201,894 km/h      | 206,356 km/h           |
| ------------------ | ----------------- | ---------------------- |

## Classifiche Mondiali

### Piloti
| Pos | Pilota               | Punti |
| --- | -------------------- | ----- |
| 1   | Fernando Alonso      | 18    |
| 2   | Kimi Räikkönen       | 16    |
| 3   | Lewis Hamilton       | 14    |
| 4   | Nick Heidfeld        | 10    |
| 5   | Giancarlo Fisichella | 7     |
| 6   | Felipe Massa         | 7     |
| 7   | Jarno Trulli         | 2     |
| 8   | Nico Rosberg         | 2     |
| 9   | Ralf Schumacher      | 1     |
| 10  | Heikki Kovalainen    | 1     |

### Costruttori
| Pos | Team             | Punti |
| --- | ---------------- | ----- |
| 1   | McLaren-Mercedes | 32    |
| 2   | Ferrari          | 23    |
| 3   | BMW Sauber       | 10    |
| 4   | Renault          | 8     |
| 5   | Toyota           | 3     |
| 6   | Williams-Toyota  | 2     |